# Наёмный убийца (роман)
«Наёмный убийца» (англ. A Gun for Sale; 1936) — детективный роман Грэма Грина.

## Сюжет
Действие происходит в Англии, в 1930-х годах. Ворон — урод с заячьей губой, рождённый в семье бедняков и выросший в приюте. Повзрослев, он стал убийцей. Он получает заказ на убийство военного министра. Посредник Чамли расплачивается с ним фальшивыми купюрами, к тому же его начинает искать полиция. Чтобы разобраться, зачем его подставили, Ворон ищет Чамли. Убийство министра может привести к новой мировой войне, и Ворону помогает молодая актриса Энн. За убийством стоит владелец оружейной компании сэр Маркус. Ворон убивает Чамли и сэра Маркуса и сам погибает от пули полицейского.

## Экранизации
Согласно сайту IMDb, по роману было снято пять фильмов:
- 1942 — Оружие для найма / This Gun for Hire;
- 1957 — Short Cut to Hell;
- 1961 — Günes dogmasin;
- 1972 — Yarali kurt;
- 1991 — Ловушка для убийцы / This Gun for Hire.